# Imeros Péfkos
Imeros Péfkos är en ort i Grekland.   Den ligger i prefekturen Nomarchía Anatolikís Attikís och regionen Attika, i den sydöstra delen av landet, 21 km öster om huvudstaden Aten. Imeros Péfkos ligger 91 meter över havet och antalet invånare är 211.
Terrängen runt Imeros Péfkos är platt åt sydost, men åt nordväst är den kuperad. Närmaste större samhälle är Ilioúpoli, 17,5 km väster om Imeros Péfkos. 